# Марков Андрій Андрійович (молодший)
Марков Андрій Андрійович (молодший) (22 вересня 1903, Санкт-Петербург, Російська імперія — 11 жовтня 1979, Москва, РРФСР) — радянський математик, син відомого російського математика А. А. Маркова, засновник радянської школи конструктивної математики.

## Біографія
Закінчив Восьму Петербурзьку гімназію в 1919 році; Ленінградський державний університет у 1924 році; аспірантуру в Астрономічному інституті в Ленінграді в 1928 році.
Науковий ступінь доктора фізико-математичних наук присуджена без захисту дисертації в 1935 році. Член-кореспондент АН СРСР з 1953 року, того ж року вступає в КПРС.
В 1933—1955 роках працював в Ленінградському університеті (з 1936 р. — професор): з 1936 по 1942 рік і з 1943 по 1953 — завідувач кафедри геометрії. До липня 1942 року перебував у блокадному Ленінграді.
З 1959 по 1979 рік — завідувач кафедри математичної логіки Московського державного університету.
Одночасно в 1939—1972 працював в Математичному інституті імені Стєклова АН СРСР.
В 1950-х роках створив в Обчислювальному Центрі АН СРСР лабораторію математичної логіки та структури машин, якою керував близько двадцяти років.
Писав вірші (опубліковані в журналі «Звезда». — 2001. — № 12).

## Науковий внесок
Основні праці — з теорії динамічних систем, топології, топологічної алгебри, теорії алгоритмів та конструктивної математики.
Довів нерозв'язність проблеми рівності в асоціативних системах (1947), проблеми гомеоморфії в топології (1958), створив школу конструктивної математики та логіки в СРСР, автор поняття нормального алгорифму.

### Вибрані праці
- Марков А. А. Вибрані праці / Упоряд. і заг. ред. Н. М. Нагорного. — Изд-во МЦНМО, 2002. — 533 с. — (Математика. Механіка. Фізика) — ISBN 5-94057-044-5.; Id. — 2003. — 648 с. — (Теорія алгорифм та конструктивна математика; Математична логіка; Інформатика та суміжні питання) — ISBN 5-94057-113-1.
- Марков А. А. Метод мультінорм в теорії топологічних груп: [ Тез. доп.]. — Л. : тип. ім. Є. Соколової, 1944. — 1 с. — 200 прим.
- Марков А. А. О логіці конструктивної математики. — М. : Знання, 1972. — 47 с. — (Нове у житті, науці та техніці. Сер.: Математика та кібернетика, № 8) — 46360 прим.
- Марков А. А. Основи теорії алгебри кіс. — Л.; М. : изд-во АН СРСР, 1945. — 54 с. — (Тр./Математиче. ін-т ім. В. А. Стеклова.-Т. 16)
- Марков А. А. Теорія алгорифм. — М.; Л. : изд-во АН СРСР, 1954. — 376 с. — (Тр./Математиче. ін-т ім. В. А. Стеклова.-Т. 42) — 2500 прим.
- Марков А. А. Елементи математичної логіки / Под ред. А. Г. Драгаліна. — изд-во МГУ, 1984. — 79 с. — 5660 прим.
- Марков А. А., Нагорний Н. М. Теорія алгорифм. — М. : Наука, 1984. — 432 с. — (Мат. логіка та підстави математики)|| — 2-е изд., испр. та доп. — М. : Фазис, 1996. — 493 с. — 2000 прим. — ISBN 5-7036-0020-0.
- Марков А. А., Шульц М. М.[ru]. Лекції з математичної логіки: Учб. посібник. — Горький, 1973. — 58 с. — 500 прим.

## Нагороди
- Орден «Знак Пошани» (1945)
- Орден Леніна (1954)
- Орден Трудового Червоного Прапора (1963)
- Медаль «За доблесну працю у Великій Вітчизняній війні 1941—1945 рр.» (1945)
- Медаль «За оборону Ленінграда» (1946)
- Премія імені П. Л. Чебишева[ru] АН СРСР (1969)